# Gibloux (Berg)
Der Gibloux ist ein den Freiburger Alpen vorgelagerter Höhenzug in der Westschweiz und mit 1206 m ü. M. die höchste Erhebung des Freiburger Mittellandes, rund 16 km südwestlich der Stadt Freiburg (Luftlinie). Der frühere deutsche Name Gibel ist heute nicht mehr gebräuchlich.

## Geographie
Der Höhenzug des Gibloux wird im Osten vom Tal der Saane, die hier zum Lac de la Gruyère aufgestaut ist, und im Süden vom Becken von Bulle (Greyerzerland) von den Alpen getrennt. Gegen Westen dacht sich der Gibloux allmählich zum Tal der Neirigue und gegen Norden zum Molassehügelland des westlichen Freiburger Mittellandes ab.
Der eigentliche Gibloux bildet einen von Südwesten nach Nordosten verlaufenden Grat, der von dichten Tannenwäldern bestanden ist. Der Berggrat endet am Nordgipfel des Gibloux, der mit 1170 m ü. M. nur wenig niedriger ist als der Hauptgipfel und steil gegen Norden zur Ortschaft Vuisternens-en-Ogoz abfällt. Auf der Nordwestseite des Grates befindet sich das Quellgebiet des Baches Glèbe (Zufluss der Glâne), während auf der Südostseite mehrere Bäche entspringen, die in den Lac de la Gruyère fliessen.
Geographisch gehören auch die südwestlich an den eigentlichen Berg anschliessenden und meist bewaldeten Kuppen des Derbali (1072 m ü. M.) und des Joux de Pra Fillieux (1069 m ü. M.; Mont de Riaz) zum Hügelzug des Gibloux. Zwischen den beiden letzteren befindet sich auf 950 m ü. M. die geschützte Moorlandschaft im Naturreservat Les Gurles/Les Communs de Maules mit dem Étang des Bugnons. Aus dem national bedeutenden Moorgebiet entspringen die Bäche Gérignoz und Ruisseau des Roubattes.
Der Höhenzug weist nur eine dünne Besiedlung auf und wird überwiegend forstwirtschaftlich genutzt. Die Weideflächen werden extensiv bewirtschaftet.
Die erste urkundliche Erwähnung des Berges datiert aus dem Jahr 1141 unter dem Namen Monte Iubleur. Aus späteren Zeiten sind die Bezeichnungen monte Iublors (1143) und Jublors (1239) überliefert.

## Geologie
Der Gibloux ist ein Relikt eines Schwemmfächers, der sich im Miozän in der Zeit vor rund 20 Millionen Jahren am Fuss der Alpen bildete. Hier wurde eine grosse Menge an Erosionsmaterial aus den Alpen abgelagert, weshalb der Hügelzug aus der charakteristischen Nagelfluh, einem stark verkitteten Konglomerat aus fluvial transportiertem Abtragungsschutt und aus Molassesandstein besteht.

## Tourismus

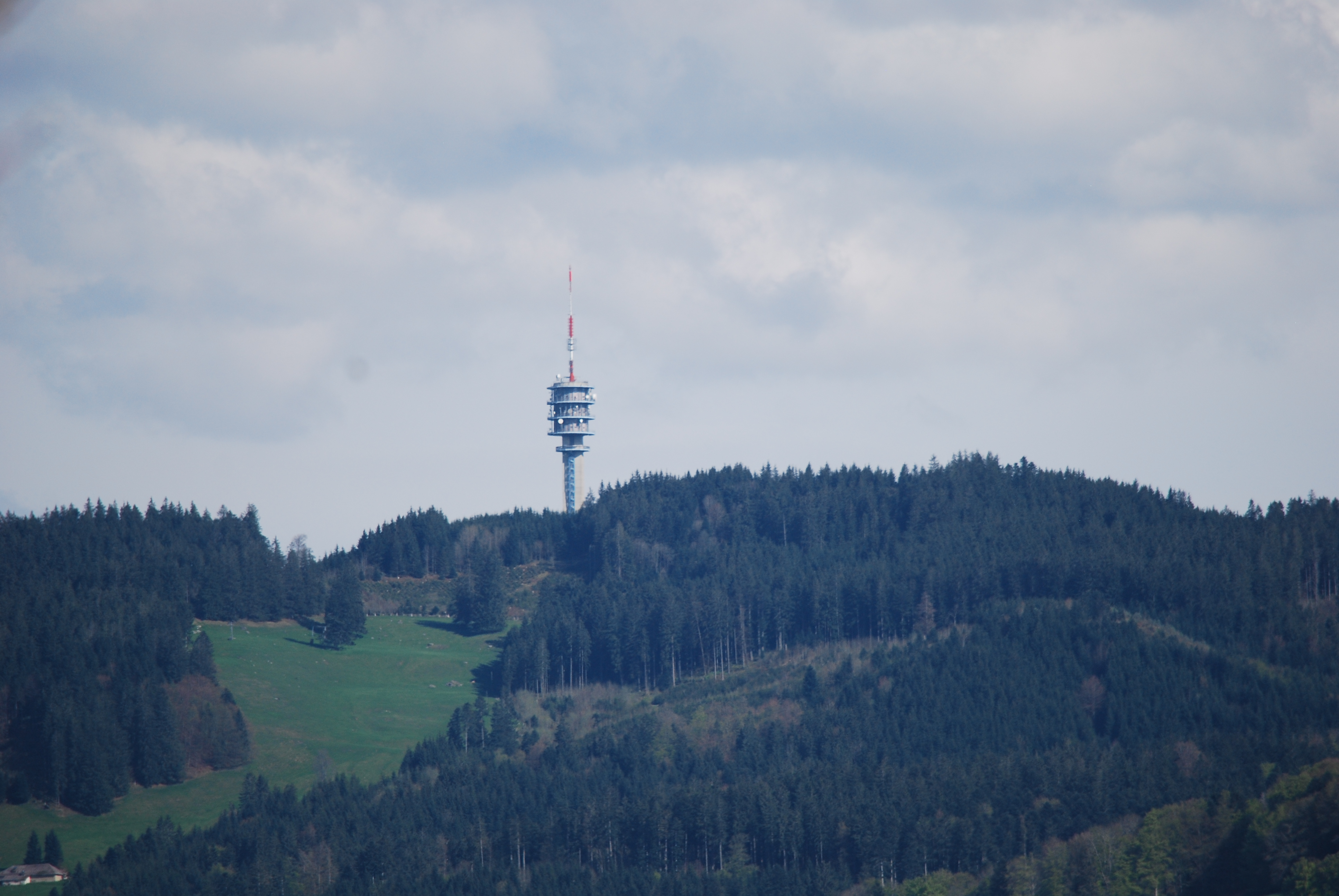
Der Swisscom-Sendeturm auf dem Gibloux

Der Höhenzug des Gibloux eignet sich für Wanderungen. Weithin sichtbar steht auf dem Gipfel der 118 m hohe Radio- und Fernsehturm der Swisscom. Für die Öffentlichkeit ist die Plattform auf 37 m Höhe zugänglich, von der sich Aussicht auf das Greyerzerland, die Alpen und den Jura bietet.
Einen Besuch wert ist auch die permanente Ausstellung Georama im Turm, welche einen Überblick über die Erdgeschichte und die Geographie der Region zeigt. Ferner führt ein botanischer Lehrpfad auf den Berg. Im Winter gibt es auf den Höhen des Gibloux Skilanglauftourismus. Bei guter Schneelage ist am Nordwesthang des Hauptgipfels im Quellgebiet des Glèbe ein Skilift in Betrieb.

## Gemeindefusion
Unter dem Namen Gibloux schlossen sich per 1. Januar 2016 die Gemeinden Corpataux-Magnedens, Farvagny, Rossens (FR), Le Glèbe und Vuisternens-en-Ogoz zusammen.